# Arón Piper
Arón Piper (ur. 29 marca 1997 w Berlinie) – hiszpański aktor i piosenkarz pochodzenia niemieckiego, znany przede wszystkim z roli Andera Muñoza w serialu Szkoła dla elity, wyprodukowanego przez platformę Netflix.

## Filmografia

### Filmy
| Rok  | Tytuł                           | Rola                  |
| ---- | ------------------------------- | --------------------- |
| 2004 | The Gunman                      |                       |
| 2011 | Maktub                          | Iñaki                 |
| 2012 | Fracaso escolar                 | Andy                  |
| 2012 | Only when I have nothing to eat | Andy                  |
| 2013 | 15 Años y un dia                | Jon                   |
| 2016 | La Corona Partida               | Fernando de Habsburgo |
| 2018 | Un Minuto                       |                       |
| 2019 | Los Rodríguez y el más allá     | Jacobo                |
| 2021 | Érase Una Vez En Euskadi        | Maserati              |

### Seriale
| Rok         | Tytuł                                           | Rola                  |
| ----------- | ----------------------------------------------- | --------------------- |
| 2016        | Centro Médico                                   | Rubén Santos          |
| 2017        | Centro Médico                                   | Adrián Muriana García |
| 2018 – 2024 | Szkoła dla elity                                | Ander Muñoz           |
| 2019        | Derecho a soñar                                 | Luis Rojas            |
| 2020        | Bałagan, jaki zostawisz (El desorden que dejas) | Iago                  |

## Dyskografia

### Single
- „Sigo” z Moonkey i Mygal (2020)
- „Mal” z Mygal (2020)
- „Todo” z Mygal (2020)
- „Friends” z Miqui Brightside (2020)
- „Diamantes” z Chill Chicos (2020)
- „Errada Ela Não Tá” z MC Jottapê i MC Kevinho (2021)
- „Me Reces” (2021)
- „Cu4tro” z Pablo Chill-E i Polimá Westcoast (2021)
- „Bon Voyage” z Polimá Westcoast (2021)
- „RIP” z Zizzy i Selene (2021)
- „Ojalá” (2022)
- „Desahogo” z Papi Trujillo (2022)
- „Cadillac” z Omizs (2022)
- „Big Drip” z Jok'air (2022)
- „Calma” z MC Dede i Lyvinte (2022)
- „London Calling” z Mygal (2022)
- „Que Dios Me Perdone” z Lucho SSJ (2022)
- „Vamo Pa el Cuarto” z Frijo i Papi Trujillo (2022)
- „Serotonina” z Big Soto i Mora (2022)
- „En Tus Sueños” z Nadddot (2023)
- „FUNERAL” z Alvaro Diaz (2024)
- „Invisibilidad” (2024)
- „Especial” (2024)
- „Pirata Especial” (2025)

### Albumy
- Nieve – EP; z Mygal (2021)
- Desahogo – EP; z Papi Trujillo (2022)
- En Tus Sueños (Vol. 1) (2023)
- Arón Piper (2025)